# Pacto de Caracas
El Pacto de Caracas fue un compromiso del 20 de julio de 1958 de varios revolucionarios cubanos para poner fin al régimen de Fulgencio Batista y restaurar la democracia en Cuba. Entre los firmantes se encontraba Fidel Castro como líder del Movimiento 26 de Julio, antes de que posteriormente consolidara una dictadura sobre Cuba.

## Antecedentes
Raúl Chibás y Felipe Pazos viajaron a Estados Unidos en octubre de 1957. Allí suscribieron, con las asociaciones cívicas cubanas en el exilio, incluyendo a dos representantes del Movimiento 26 de Julio, el Acuerdo de la Junta de Liberación de Cuba conocido como el Pacto de Miami, en el que se declaraba "la aspiración a la conformación de un Gobierno constitucional, legal y democrático, en el que el pueblo de Cuba pueda expresar sus aspiraciones". Para ese Gobierno se propuso a Felipe Pazos como presidente provisional. Fidel Castro no estuvo de acuerdo con dicho pacto.

## Pacto
En respuesta al Pacto de Miami, en mayo de 1958, en la reunión de Altos de Mompié —en la que Fidel Castro fue nombrado comandante en jefe de todas las fuerzas revolucionarias—, Manuel Urrutia Lleó fue ratificado como candidato presidencial por el Movimiento 26 de Julio. Luego, en julio de 1958, en Venezuela se creó el Frente Cívico Revolucionario con el Pacto de Caracas, donde el M-26-7 logró que Manuel Urrutia reemplazara a Felipe Pazos para ejercer de presidente provisional. El Partido Socialista Popular se negó a participar de dicha reunión. Este pacto fue el sello de unidad de acción de las fuerzas opositores a Fulgencio Batista, también exigía la no injerencia de Estados Unidos en el conflicto.

## Firmantes
Fidel Castro (Movimiento 26 de Julio); Carlos Prío Socarrás (Organización Auténtica); Enrique Rodríguez Loeches (Directorio Revolucionario 13 de marzo); Justo Carrillo Hernández (Asociación Montecristi); Manuel Antonio de Varona (Partido Revolucionario Cubano Insurreccional); Ángel Santos (Resistencia Cívica); Lincoln Rodón (Partido Demócrata Independiente); David Salvador Manso, Ángel Cofiño, Pascasio Linares, Lauro Blanco, José M. Aguilera (Unidad Obrera); José Puente, Omar Fernández (Federación Estudiantil Universitaria) y José Miró Cardona (Coordinador General).